# 핀트롤

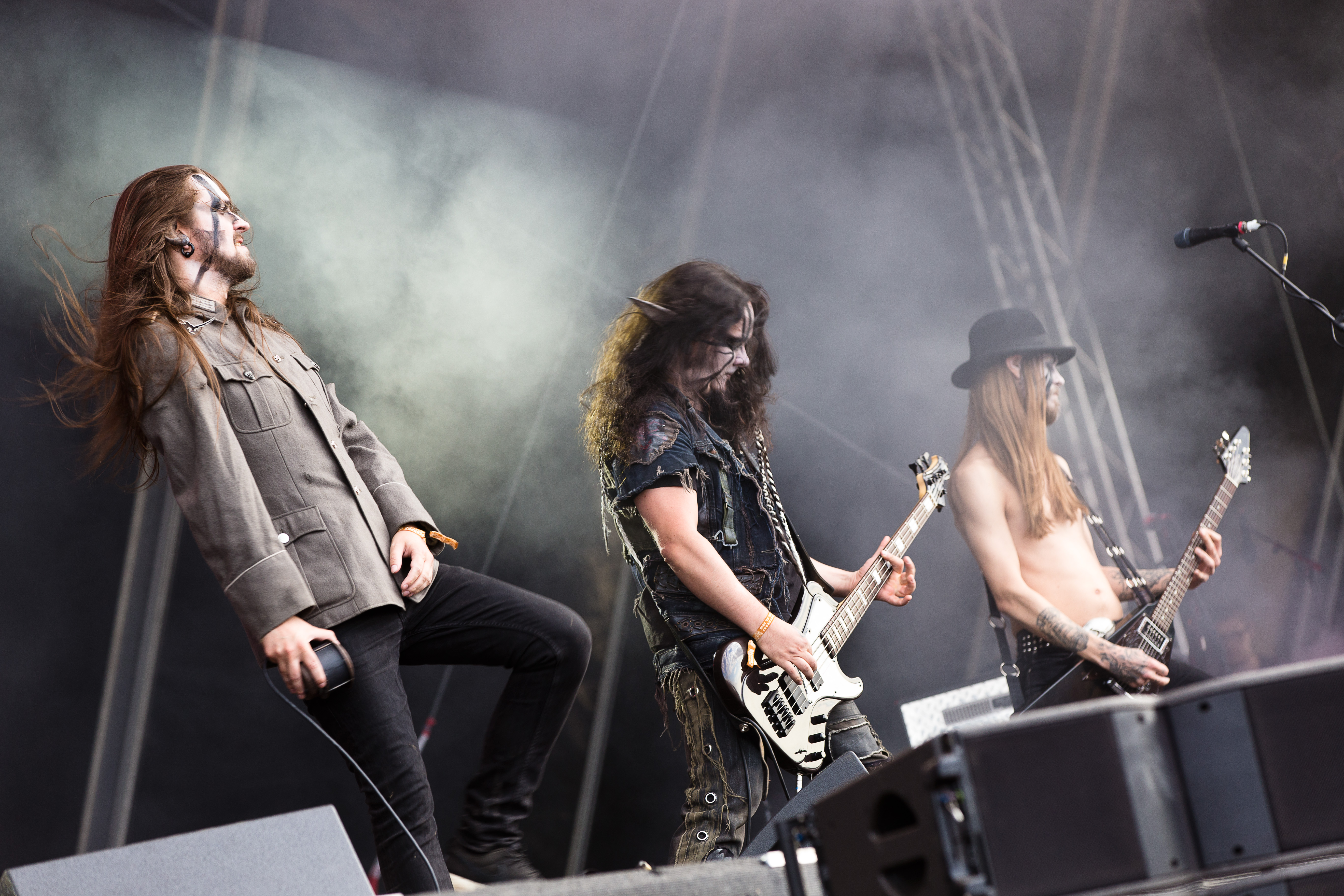
2016년 독일 Rockharz Open Air의 핀트롤

핀트롤(Finntroll)은 블랙 메탈과 포크 메탈의 요소들을 결합한 헬싱키 출신의 핀란드의 메탈 밴드이다. 핀트롤의 가사는 "Madon Laulu"를 제외하고 대부분 스웨덴어이다. 핀트롤의 오리지널 가수 카틀라는 핀란드어 대신 스웨덴어의 사용을 결정했는데 그가 핀란드의 스웨덴어 소수 화자에 속했고 언어의 소리가 밴드의 트롤 의상과 더 잘 어울려 보였기 때문이다. 여러 보컬리스트의 변화에도 불구하고 이 전통은 계속되고 있다.
오늘날까지 이 밴드의 디스코그래피는 7개의 풀렝스 음반, 1개의 라이브 음반, 3개의 EP를 포함한다. 이들의 최신 스튜디오 앨범 Vredesvävd는 2020년 발매되었다.

## 디스코그래피
스튜디오 음반
- Midnattens widunder
- Jaktens tid
- Nattfödd
- Ur jordens djup
- Nifelvind
- Blodsvept
- Vredesvävd